# موتي إيفانير
موتي إيفانير (بالعبرية: מוטי איוניר‏) هو لاعب كرة قدم ومدرب كرة قدم إسرائيلي في مركز الوسط، ولد في 18 مارس 1964 في تل أبيب في إسرائيل. شارك مع منتخب إسرائيل لكرة القدم. أما مع النوادي، فقد لعب مع رودا كيركراده ومكابي نتانيا ونادي بني يهودا تل أبيب ونادي مكابي تل أبيب وهبوعيل حيفا.

## وصلات خارجية
- موتي إيفانير على موقع ناشيونال فوتبول تيمز (الإنجليزية)
- موتي إيفانير على موقع Soccerbase.com (مدرب) (الإنجليزية)
- موتي إيفانير على موقع Soccerway.com (الإنجليزية)
- موتي إيفانير على موقع عالم كرة القدم.نت (الإنجليزية)